# Galeruca melanocephala
Galeruca melanocephala là một loài bọ cánh cứng trong họ Chrysomelidae. Loài này được Ponza miêu tả khoa học năm 1805.